# Белоконев, Олег Алексеевич
Олег Алексеевич Белоконев (род. 15 мая 1965, с. Барабаш, Хасанский район, Приморский край, РСФСР, СССР) — белорусский военачальник. Начальник Генерального штаба Вооружённых Сил Республики Беларусь — первый заместитель Министра обороны Республики Беларусь (11 января 2014 — 5 декабря 2019), генерал-майор (2011). Депутат Палаты представителей Национального собрания Беларуси с 17 ноября 2019 года по 21 марта 2024 года.

## Биография

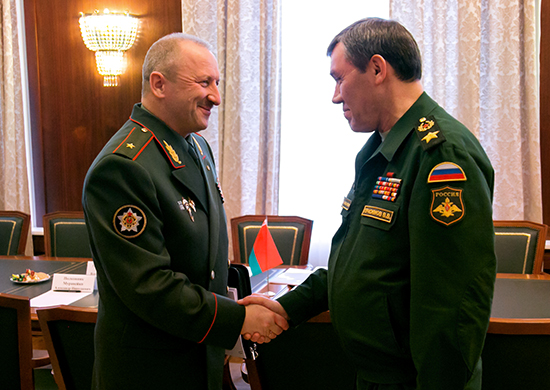
Олег Белоконев (слева) с Начальником Генштаба ВС РФ Валерием Герасимовым

Родился 15 мая 1965 года в селе Барабаш Хасанского района Приморского края. В Вооружённых силах СССР с 1983 года.
В 1987 году с отличием окончил Омское высшее общевойсковое командное училище имени М. В. Фрунзе и направлен на службу в войска. Военную службу проходил на должностях командира взвода управления гаубичной артиллерийской батареи, командира мотострелкового взвода, роты, заместителя командира, командира мотострелкового батальона.
В 1999 году окончил с отличием и золотой медалью Военную академию Республики Беларусь. Продолжил службу на должностях начальника штаба — заместителя командира мотострелкового полка, заместителя командира, командира отдельной механизированной бригады, заместителя военного комиссара Гродненского областного военного комиссариата, первого заместителя начальника управления сил специальных операций Генерального штаба Вооружённых Сил, заместителя командующего войсками Западного оперативного командования.
В 2010 году окончил с отличием и золотой медалью факультет Генерального штаба Военной академии Республики Беларусь и назначен на должность командующего Силами специальных операций Вооружённых сил.
11 января 2014 года назначен начальником Генерального штаба Вооружённых Сил — первым заместителем Министра обороны Республики Беларусь.
5 декабря 2019 года освобожден от должности начальника Генерального штаба Министерство обороны Республики Беларусь в связи с избранием депутатом Палаты представителей Национального собрания Республики Беларусь VII созыва.

## Депутат Палаты представителей

### VII созыв (с 6 декабря 2019)
Во время функционирования Палаты представителей VII созыва является председателем Постоянной комиссии по национальной безопасности.

### Скандалы
1 октября 2021 года, комментируя перестрелку в Минске, в результате которой погибли два человека, заявил, что необходимо ответить массовыми казнями на гибель сотрудника КГБ:
А надо, как Путин сказал, мочить в сортире всех. За одного 20, 100, чтобы не было повадно никому.
Высказывание депутата Белоконева вызвало значительную реакцию, и отмечалось сходство его предложения с действиями нацистских оккупантов в 1941—1944 годах. Историк Александр Фридман подчеркнул, что Белоконев почти повторил приказ Вильгельма Кейтеля о необходимости массовых казней в ответ на диверсии партизан.

## Санкции
17 ноября 2022 года, из-за вторжения России на Украину, внесён в санкционный список Канады, так как имел отношение «к размещению и транспортировке российского военного персонала и техники, причастных к вторжению в Украину».

## Выборы
| Кандидат                    | Кандидат                    | Субъект выдвижения                            | Голосов | %     |
| --------------------------- | --------------------------- | --------------------------------------------- | ------- | ----- |
|                             | Белоконев Олег Алексеевич   | Беспартийный                                  | 40 860  | 72,33 |
|                             | Евменов Игорь Владиславович | Республиканская партия труда и справедливости | 5 304   | 9,39  |
|                             | Пилюк Дмитрий Адамович      | Либерально-демократическая партия             | 4 778   | 8,46  |
| Против всех                 | Против всех                 | Против всех                                   | 4 478   |       |
| Недействительных бюллетеней | Недействительных бюллетеней | Недействительных бюллетеней                   | 1 073   |       |
| Всего                       | Всего                       | Всего                                         | 67 069  | 100   |
| Явка избирателей            | Явка избирателей            | Явка избирателей                              | 56 493  | 84,23 |

## Награды
- Орден «За службу Родине» II степени (2020 год)
- Орден «За службу Родине» III степени (2014 год)[9].
- медаль «За отличие в воинской службе» I степени,
- медали «За безупречную службу» I, II и III степеней.

## Воинские звания
- генерал-майор (22 февраля 2011 года)[10]
- полковник (2 декабря 2003 года)[10][11]